# Forces de défense territoriale (Pologne)
Pour les articles homonymes, voir Forces de défense territoriale.
Les Forces de défense territoriale, en polonais : Wojska Obrony Terytorialnej, sont une des branches des forces armées polonaises. 
Cette structure est officiellement créée en 2017, elles sont composées de militaires de carrières et de volontaires. Elles se composent de dix-sept brigades d'infanterie légère une brigade par voïvodie de Pologne et de deux pour la voïvodie de Mazovie. L'effectif est de 14 000 personnes en 2018 et de 32 000 en 2022, ce qui en fait la deuxième composante de l'armée en taille.
Ses objectifs en 2023 sont :
- conduire des opérations défensives en coopération avec les troupes régulières et en soutien aux institutions civiles ;
- mener des opérations autonomes non conventionnelles de contre-insurrection et de contre-déploiement (par exemple lors de la crise avec la Biélorussie et l’envoi de migrants) ;
- participer à la sécurisation et à l’accueil des alliés sur le territoire ;
- agir lors des gestions des crises ;
- participer aux activités de renseignement.

Les volontaires sont issus de toutes les parties du pays et s'engagent pour une durée de un à six ans, dans la zone de leur habitation. Ils alternent la vie civile et les temps d'engagement, ce dernier étant rémunéré.

## Commandants
- 1er janvier 2017 au 30 décembre 2022 : Wiesław Kukuła
- 1er janvier 2023 au 10 octobre 2023 : Maciej Klisz[2]
- depuis le 11 octobre 2023 : Krzysztof Stańczyk

## En images

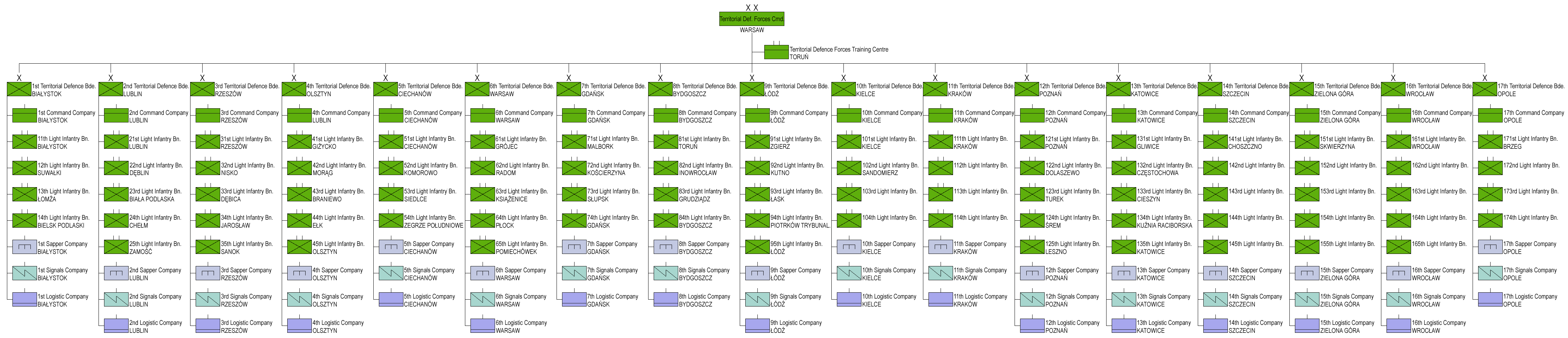
Organigramme des forces de défense.
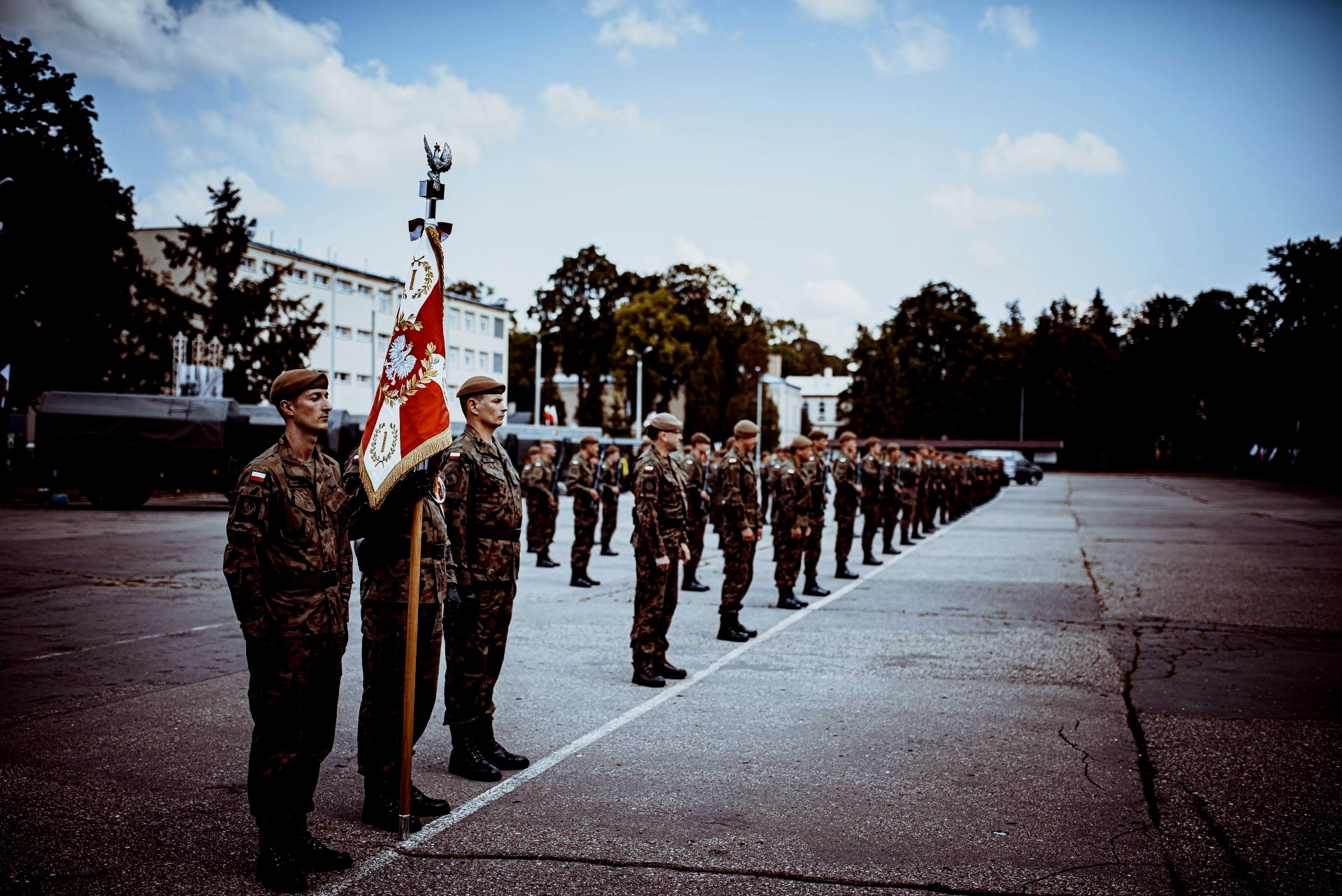
1re brigade.
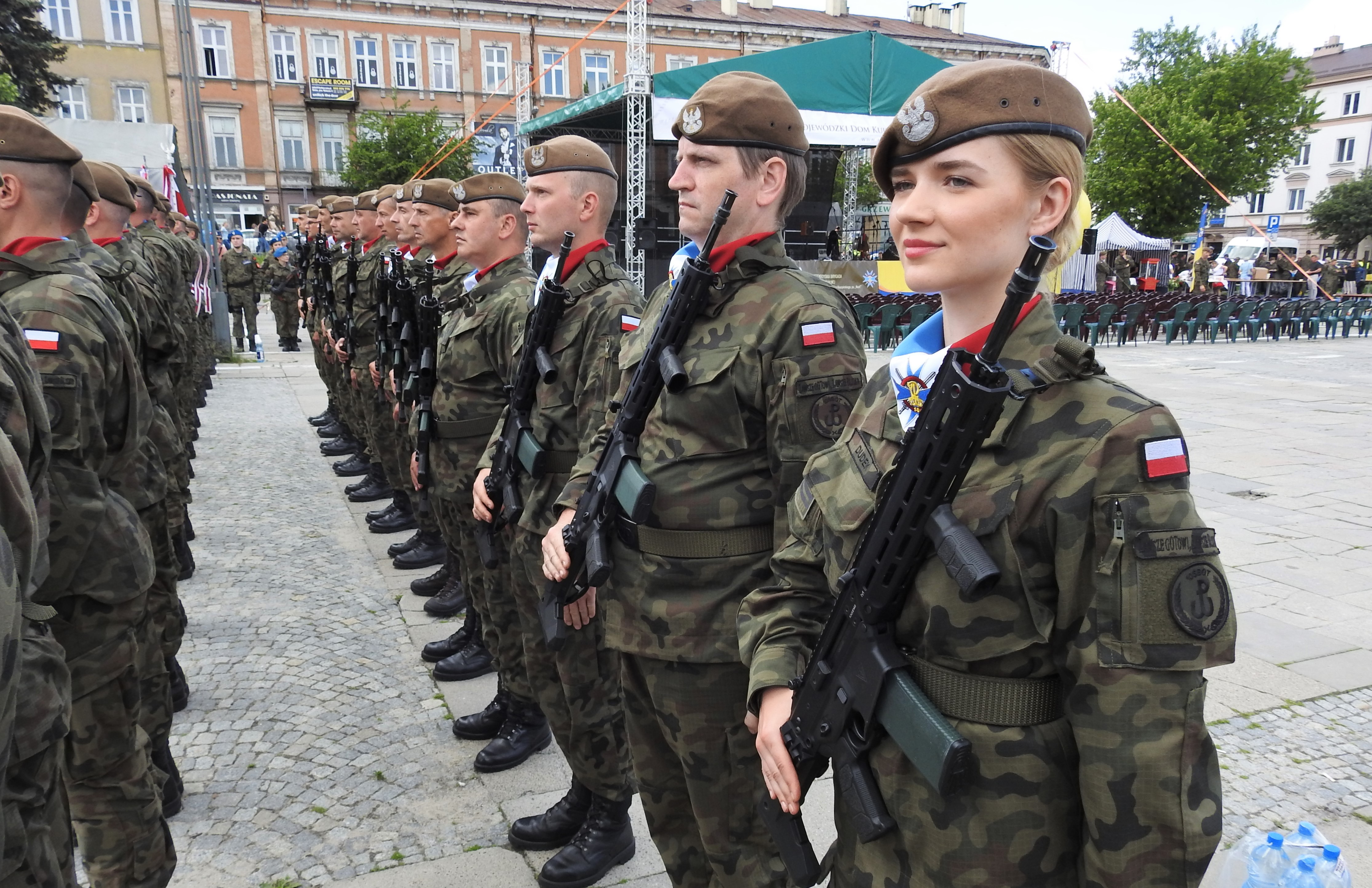
10e brigade.